# Сборная Пуэрто-Рико по футболу
Сборная Пуэрто-Рико по футболу (исп. Selección de fútbol de Puerto Rico) — национальная футбольная сборная, представляющая Пуэрто-Рико на международных матчах по футболу. Контролируется Федерацией пуэрто-риканского футбола.

## История
Первый матч в своей истории сборная Пуэрто-Рико провела 12 ноября 1940 года против сборной Кубы, который закончился со счётом 1:1. Первую победу сборная одержала в 1970 году над сборной Багамских Островов, со счётом 3:0. В 1972 году сборная Пуэрто-Рико также одержала победу в товарищеском матче над сборной Панамы, со счётом 1:0. В 80-х и 90-х года сборной удалось одержать ещё несколько побед над сборными Багамских Островов, Доминиканской Республики и Мартиники.
В 1993 году сборная выступала в Карибском кубке. В турнире футболисты из Пуэрто-Рико установили рекорд, одержав 4 победы подряд, не пропустив при этом ни одного мяча. Однако ФИФА турнир не был признан официальным, и все матчи носили характер товарищеских.
В период с 1995 по 2007 года сборная Пуэрто-Рико не одержала ни одной победы, и лишь 4 раза смогла сыграть вничью. За этот период команда сильно опустилась в рейтинге ФИФА и к 2007 году занимала лишь 202 место.
В 2008 году сборной удалось обыграть одного из грандов карибского футбола, сборную Тринидада и Тобаго, а также впервые с 1994 года обыграли сборную Доминиканской Республики в первом раунде квалификационного турнира ЧМ-2010 КОНКАКАФ. Во втором раунде сборная проиграла в первом матче сборной Гондураса со счётом 0:4, однако ответный матч закончился со счётом 2:2.
После окончания выступления команды в отборочном турнире, Федерация футбола Пуэрто-Рико объявило о том, что сборная примет участие в предстоящих Центральноамериканских и Карибских играх, а также в Карибском кубке в 2010 году.
Федерации футбола Пуэрто-Рико не удалось провести домашние Центральноамериканские и Карибские игры 2010 года из-за того, что состояние стадионов не отвечало требованиям КОНКАКАФ. В связи с этим турнир должен был проводиться в Венесуэле, однако впоследствии был и вовсе отменён.
15 августа 2010 года команда провела товарищеский матч со сборной Испании, в котором уступила со счётом 1:2. Матч состоялся на стадионе «Хуан Рамон Лоубриэль» в Баямоне, Пуэрто-Рико.

## Выступления на международных турнирах
| Чемпионат мира | Чемпионат мира         | Чемпионат мира         | Чемпионат мира         | Чемпионат мира         | Чемпионат мира         | Чемпионат мира         | Чемпионат мира         | Чемпионат мира         |
| Год            | Раунд                  | Место                  | И                      | В                      | Н                      | П                      | ГЗ                     | ГП                     |
| -------------- | ---------------------- | ---------------------- | ---------------------- | ---------------------- | ---------------------- | ---------------------- | ---------------------- | ---------------------- |
| 1930 по 1978   | не прошла квалификацию | не прошла квалификацию | не прошла квалификацию | не прошла квалификацию | не прошла квалификацию | не прошла квалификацию | не прошла квалификацию | не прошла квалификацию |
| 1982           | не участвовала         | не участвовала         | не участвовала         | не участвовала         | не участвовала         | не участвовала         | не участвовала         | не участвовала         |
| 1986 по 2002   | не прошла квалификацию | не прошла квалификацию | не прошла квалификацию | не прошла квалификацию | не прошла квалификацию | не прошла квалификацию | не прошла квалификацию | не прошла квалификацию |
| 2006           | не участвовала         | не участвовала         | не участвовала         | не участвовала         | не участвовала         | не участвовала         | не участвовала         | не участвовала         |
| 2010 по 2026   | не прошла квалификацию | не прошла квалификацию | не прошла квалификацию | не прошла квалификацию | не прошла квалификацию | не прошла квалификацию | не прошла квалификацию | не прошла квалификацию |
| Всего          | -                      | -                      | 0                      | 0                      | 0                      | 0                      | 0                      | 0                      |

| Золотой кубок КОНКАКАФ | Золотой кубок КОНКАКАФ | Золотой кубок КОНКАКАФ | Золотой кубок КОНКАКАФ | Золотой кубок КОНКАКАФ | Золотой кубок КОНКАКАФ | Золотой кубок КОНКАКАФ | Золотой кубок КОНКАКАФ | Золотой кубок КОНКАКАФ |
| Год                    | Раунд                  | Место                  | И                      | В                      | Н                      | П                      | ГЗ                     | ГП                     |
| ---------------------- | ---------------------- | ---------------------- | ---------------------- | ---------------------- | ---------------------- | ---------------------- | ---------------------- | ---------------------- |
| 1991 по 1993           | не прошла квалификацию | не прошла квалификацию | не прошла квалификацию | не прошла квалификацию | не прошла квалификацию | не прошла квалификацию | не прошла квалификацию | не прошла квалификацию |
| 1996 по 1998           | не участвовала         | не участвовала         | не участвовала         | не участвовала         | не участвовала         | не участвовала         | не участвовала         | не участвовала         |
| 2000 по 2005           | не прошла квалификацию | не прошла квалификацию | не прошла квалификацию | не прошла квалификацию | не прошла квалификацию | не прошла квалификацию | не прошла квалификацию | не прошла квалификацию |
| 2007 по 2009           | не участвовала         | не участвовала         | не участвовала         | не участвовала         | не участвовала         | не участвовала         | не участвовала         | не участвовала         |
| 2011 по 2021           | не прошла квалификацию | не прошла квалификацию | не прошла квалификацию | не прошла квалификацию | не прошла квалификацию | не прошла квалификацию | не прошла квалификацию | не прошла квалификацию |
| Всего                  | -                      | -                      | 0                      | 0                      | 0                      | 0                      | 0                      | 0                      |

| Панамериканские игры | Панамериканские игры   | Панамериканские игры   | Панамериканские игры   | Панамериканские игры   | Панамериканские игры   | Панамериканские игры   | Панамериканские игры   | Панамериканские игры   |
| Год                  | Раунд                  | Место                  | И                      | В                      | Н                      | П                      | ГЗ                     | ГП                     |
| -------------------- | ---------------------- | ---------------------- | ---------------------- | ---------------------- | ---------------------- | ---------------------- | ---------------------- | ---------------------- |
| 1951 по 1976         | Не прошла квалификацию | Не прошла квалификацию | Не прошла квалификацию | Не прошла квалификацию | Не прошла квалификацию | Не прошла квалификацию | Не прошла квалификацию | Не прошла квалификацию |
| 1979                 | 2-й раунд              | 2-й раунд              | 2-й раунд              | 2-й раунд              | 2-й раунд              | 2-й раунд              | 2-й раунд              | 2-й раунд              |
| 1983 по 2003         | Не прошла квалификацию | Не прошла квалификацию | Не прошла квалификацию | Не прошла квалификацию | Не прошла квалификацию | Не прошла квалификацию | Не прошла квалификацию | Не прошла квалификацию |
| Всего                | 2                      | 3                      | 2                      | 0                      | 0                      | 2                      | 0                      | 9                      |

## Главные тренеры
- Эдуардо Ордоньес Мунгира (1959)
- Рауль Марчант Гонсалес (1966)
- Луис Вильярехо (1974—1975)
- Оскар Роса (1992)
- Раймундо Гатиньо (2000)
- Торибио Рохас (2002—2003)
- Виктор Уго Баррос (2004, 2013—2014)
- Колин Кларк (2007—2011)
- Джастин Кампос (2011—2013)
- Габарет Аведиссян (2015—2016)
- /  Джек Стефановски (2016, и. о.)
- Карлос Кантареро (2016—2018)
- Амадо Гевара (2018—2019)
- Эльги Моралес (2019—2021)
- Дейв Саракан (2021—2023)
- Чарли Траут (2023—н. в.)